# Fayrouz Benyoub
 (décembre 2023).
Fayrouz Benyoub ( arabe : فيروز بن يوب ),   née le 12 août 1995 à Toulouse, est une footballeuse internationale algérienne, française depuis 2001, qui a joué comme milieu de terrain.

## Biographie
Née à Toulouse, Fayrouz Benyoub y passe son enfance. Elle acquiert la nationalité française le 16 février 2001, par l'effet collectif attaché à la naturalisation de ses parents. Elle est repérée très tôt, en 2007, alors qu'élève de 6e au Collège de la Reynerie, elle est buteuse au sein du Toulouse FC, et qu'elle est quelquefois surclassée.

## Carrière en club
Fayrouz Benyoub a joué pour le Toulouse FC et l'AS Muret en France. Elle rejoint pour la saison 2023-2024 l'US Colomiers

## Carrière internationale
Benyoub est sélectionnée en équipe d'Algérie au niveau senior lors du Championnat d'Afrique féminin 2014,.